# Декастаннид ундекасамария
Декастаннид ундекасамария — бинарное неорганическое соединение
самария и олова
с формулой Sm11Sn10,
кристаллы.

## Получение
- Сплавление стехиометрических количеств чистых веществ:

{\displaystyle {\mathsf {11Sm+10Sn\ {\xrightarrow {1240^{o}C}}\ Sm_{11}Sn_{10}}}}

## Физические свойства
Декастаннид ундекасамария образует кристаллы
тетрагональной сингонии, пространственная группа I 4/mmm, параметры ячейки a = 1,176 нм, c = 1,732 нм, Z = 4,
структура типа ундекагольмийдекагерманий Ge4Sm5
.
Соединение образуется по перитектической реакции при температуре 1240°С,
а при температуре ниже 1170°С разлагается
.